# Dorfkirche Prohn

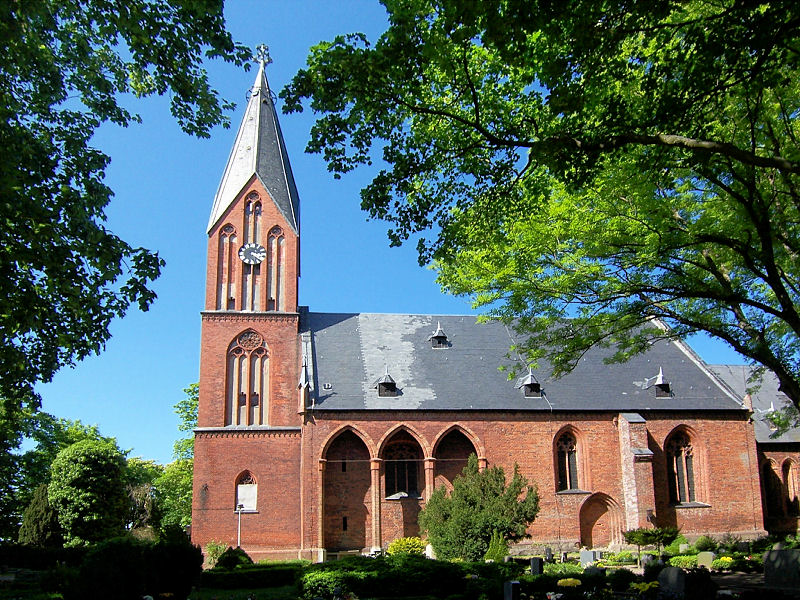
Die Kirche in Prohn

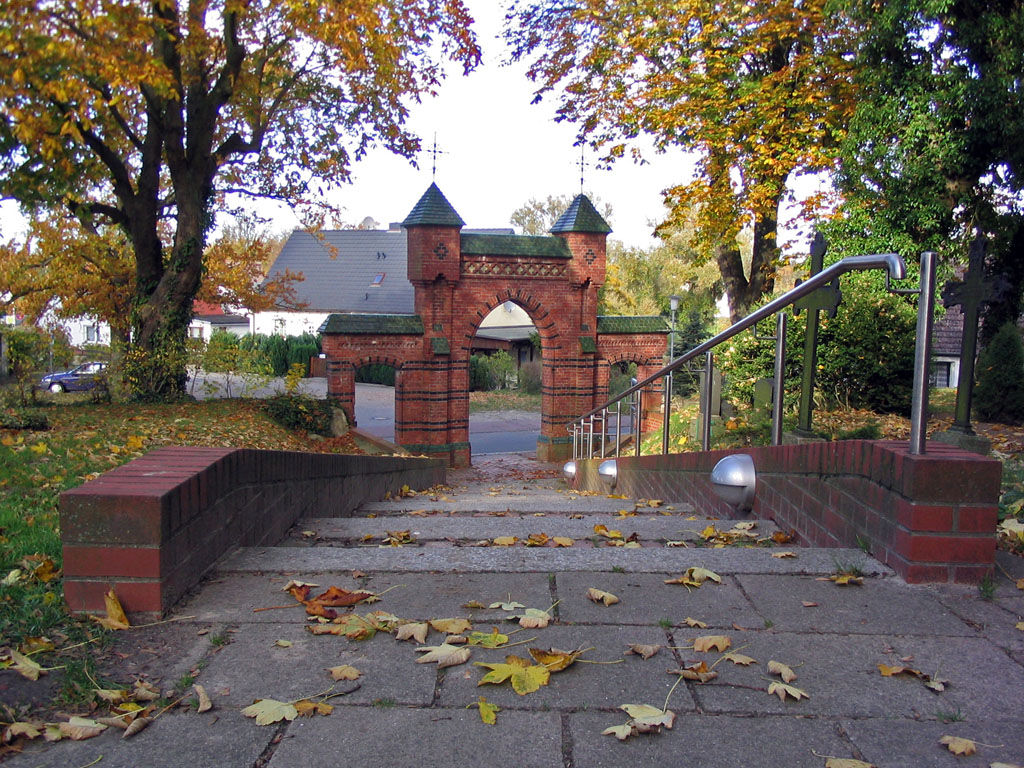
Zugang zur Kirche in Prohn

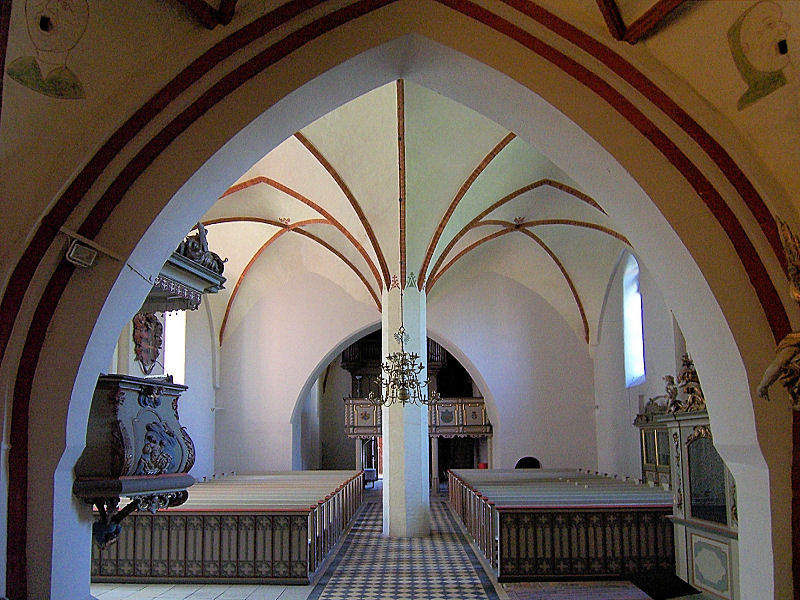
Innenraum der Kirche

Die Dorfkirche Prohn ist ein aus Backstein errichtetes gotisches Kirchengebäude im vorpommerschen Ort Prohn, das von der evangelischen Kirchgemeinde Prohn/Groß Mohrdorf genutzt wird. Die Kirchengemeinde Prohn/Groß Mohrdorf gehört seit 2012 zur Propstei Stralsund im Pommerschen Evangelischen Kirchenkreis der Evangelisch-Lutherischen Kirche in Norddeutschland. Vorher gehörte sie zum Kirchenkreis Stralsund der Pommerschen Evangelischen Kirche.
Die Kirche ist von einem Friedhof umgeben.

## Geschichte
Der Bau des Kirchengebäudes wurde ab Mitte des 13. Jahrhunderts auf einer Anhöhe errichtet, auf der zuvor das Schloss des Rügenfürsten Wizlaw I. gestanden hatte. Der eingezogene quadratische Chor und die Sakristei sind frühgotisch, der Chor mit typischen Dreiergruppen von Spitzbogenfenstern, aber einem wohl später eingebauten Netzgewölbe. Er ist mit dem spätgotische Kirchenschiff aus dem frühen 14. Jahrhundert durch einen – natürlich – spitzbogigen Triumphbogen verbunden. Dieses ist ein Einstützenraum mit vier Jochen, der kleinstmögliche Typ einer Hallenkirche.
Von 1858 bis 1862 wurde die Kirche unter Leitung von Johann Michael Lübke in neugotischem Stil erweitert: Der chorbreite Turm aus dem 14. Jahrhundert blieb bis zur Traufe erhalten. Seitlich des alten Turmes wurden offene Hallen angelegt und dieser Turm und das Schiff unter ein Dach gebracht. Ein schlanker neuer Turm wurde davor gesetzt. Gleichzeitig wurden die Chornebenkapellen errichtet.
Anfang der 1960er Jahre erfolgte eine Restaurierung des Innenraumes nach heute umstrittenen Maßstäben. Dabei wurden u. a. die Emporen entfernt.
Das Hagemeister-Epitaph wurde 2000 durch eine Spende der Familie restauriert.
Am 21. September 2019 wurde die Kirche beraubt, wobei ein Schaden von mehr als 100 000 € entstand. Gestohlen wurden hölzerne Figuren der Evangelisten Lukas und Matthäus sowie eines Engels, die zum Altarretabel gehören und 1756–1758 in der Werkstatt des Stralsunder Holzbildhauers Jakob Freese geschaffen wurden, ferner zwei weitere Engelsfiguren.

## Innenausstattung
Das Chorgewölbe weist Malerei vom Ende des 15. Jahrhunderts mit der Darstellung des thronenden Christus, flankiert von Maria und Johannes dem Täufer, auf. Glasierte Rundbogenfriese und reiche, schichtenweise glasierte Gewändeprofile schmücken den Chor.
Die Triumphkreuzgruppe zeigt auf der Rückseite „Die eherne Schlange aus der Wüstenwanderung“ und ist einmalig im Ostseeraum. Sie stammt aus dem zweiten Viertel des 15. Jahrhunderts.
Weitere Ausstattungsgegenstände sind ein Taufengel (1727/28) aus der Werkstatt von Elias Keßler aus Stralsund, das Hagemeister-Epitaph (drittes Viertel des 17. Jahrhunderts), das Sakristeigestühl (Mitte des 18. Jahrhunderts) und eine Grabplatte des R. Beket († 1482) mit Ritzzeichnung einer Kogge.

## Geläut
Die beiden Glocken aus Eisenhartguss wurden 1958 von der Firma Schilling in Apolda angefertigt.